# Držovice
Držovice (deutsch Držowitz) ist eine Gemeinde in Tschechien. Sie befindet sich nördlich von Prostějov, 15 Kilometer südwestlich von Olomouc und gehört zum Okres Prostějov.

## Geografie
Držovice grenzt im Süden und Osten direkt an die Stadt Prostějov, wobei die Gemeinde entlang des Gewerbegebiets südlich der Gemeinde entlang der Straßen Za Olomouckou und Konečná mit der Stadt zusammengewachsen ist. Im Westen und Norden liegt das Gemeindegebiet von Smržice und auf einem schmalen Streifen im Nordosten teilt Držovice seine Gemeindegrenze mit Vrbátky.
Der Fluss Romže, ein Nebenfluss der March, fließt durch das Dorf.

## Etymologie
Držovice kommt wahrscheinlich vom Vornamen Drž und bedeutet nach dem Linguisten František Kopečný wohl eine Siedlung, das einem Drž gehört hat. Es gibt auch noch weitere Erklärungen über die Herkunft des Namens.

## Geschichte
Das Dorf wurde 1141 erstmals in Gründungsdokumenten zum Wenzelsdom urkundlich erwähnt, der im gleichen Jahr fertiggestellt wurde. Die Kirche besaß in Držovice ein Stück Land in der Größe von zwei Hiden.
Das Dorf ist aufgrund von Besitzerwechseln mehrfach aktenkundig. Ende des 15. Jahrhunderts kam es durch Jan Heralt von Kunštát in Besitz der Herrschaft Plumlov. 1571 wurde dem Dorf das Recht auf ein eigenes Wappen und Siegel gewährt. 1590 gab es im Dorf 60 Gehöfte, zwei Mühlen und zwei Gasthöfe.
1599 wurde das Dorf vom Markgrafen von Mähren, Joachim Haugvic, gekauft. Er schloss Držovice mit Vrahovice und Kralice na Hané zur Herrschaft Kralice zusammen. 1728 wurde die Straße von Prostějov nach Olomouc fertiggestellt, die durch Držovice führte. 1805 war das heutige Restaurant U císařské cesty Schauplatz von Verhandlungen zwischen den Truppen Napoleons und den österreichischen und russischen Truppen bezüglich der Bildung einer Demarkationslinie. Noch bis 1848, blieb Držovice Teil der Herrschaft Kralice. Zu dieser Zeit war Držovice, wie auch die restliche Herrschaft hauptsächlich von Vieh- und Gemüsebauern bewohnt.
Gegen Ende des 19. Jahrhunderts nahm die Entwicklung des Dorfs Fahrt auf. 1870 wurde die erste Schule im Dorf gegründet und die 1873 gegründete Bauernkreditgenossenschaft war sozial von großer Bedeutung, 1982 folgte die Gründung der freiwilligen Feuerwehr und 1985 die Ústřední matice školská.
1901 wurde ein Verband zum Bau einer Kirche in Dřhovice gegründet, die mehrere Jahre danach ihr Ziel mit der Fertigstellung der Filialkirche St. Florian 1916 erreichte. Aufgrund des Krieges wurde die Kirche jedoch erst 1919 geweiht. 1933/34 wurde das Schulhaus in seiner heutigen Form gebaut, jedoch 1981 aufgrund Schülermangels geschlossen und von der Industrieschule übernommen.
Ebenfalls zu erwähnen sind die Gründung des tschechischen Gärtnerverbands Československý zahrádkářský a ovocnářský svaz 1957 und des tschechischen Kleinzierzuchtverbands Český svaz chovatelů 1965 im Dorf. 1974 wurde die Umgehung Držovice der Dálnice 46 fertiggestellt, der das Dorf vom Verkehr entlastet.
Von 1950 bis 1954 sowie von 1976 bis 2006 war Držovice ein Ortsteil der südwestlichen Nachbarstadt Prostějov. Zuletzt entschied sich die Bevölkerung in einem Referendum für die Unabhängigkeit. Da die Industrieschule 2009 aus dem alten Schulhaus auszog, dient dieses seither als Gemeindehaus.

## Bevölkerung
Am 1. Januar 2022 lebten in Držovice 1479 Einwohner, wovon 741 Männer und 738 Frauen waren. Der Altersschnitt betrug 42,1 Jahre.
| Jahr      | 1869 | 1880 | 1890 | 1900  | 1910  | 1921  | 1930  | 1950  | 1961  | 1970  | 1980  | 1991  | 2001  | 2011  | 2021  |
| --------- | ---- | ---- | ---- | ----- | ----- | ----- | ----- | ----- | ----- | ----- | ----- | ----- | ----- | ----- | ----- |
| Einwohner | 702  | 837  | 822  | 1 039 | 1 148 | 1 051 | 1 178 | 1 429 | 1 472 | 1 290 | 1 238 | 1 176 | 1 249 | 1 320 | 1 405 |
| Haushalte | 102  | 128  | 136  | 144   | 155   | 138   | 166   | 292   | 313   | 323   | 325   | 353   | 391   | 435   | 493   |

## Politik
Die Gemeinde wird von einem siebenköpfigen Gemeinderat geführt. Mit der Kontrollkommission und der Finanzkommission sind dem Gemeinderat zwei Kommissionen untergeordnet. Bürgermeister ist zurzeit Studený Jaroslav.
Für das Jahr 2023 sind in der Gemeinde Einnahmen von CZK 29,897,729 budgetiert. Dem stehen Ausgaben von CZK 30,173,800 gegenüber.

## Wirtschaft
In Držovice selbst existieren hauptsächlich kleinere Handwerksbetriebe sowie südlich des Dorfs einige größere Supermärkte, unter anderem ein Tesco, ein Lidl sowie mit Deichmann ein Schuhgeschäft.

## Verkehr
An der Gemeindegrenze im Süden besitzt die Gemeinde Anschluss an die D46 die bei Vyskov von der D1 abzweigt und nach Olmütz führt, wo sie in die D35 mündet. Weitere Straße verbinden das Dorf einerseits mit der Stadt Prostějov sowie dem zu Prostějov gehörenden Vrahovice sowie mit den Dörfern Smržice und Olšany u Prostějova.
Der öffentliche Verkehr wird durch die vom Bahnhof Prostějov verkehrende Linie 402 der First Transport Lines sichergestellt, die zum Verkehrsverbund IDSOK gehört. Der Bahnhof Prostějov ist auch der nächste Anschluss an den Schienenverkehr.

## Kultur und Sehenswürdigkeiten

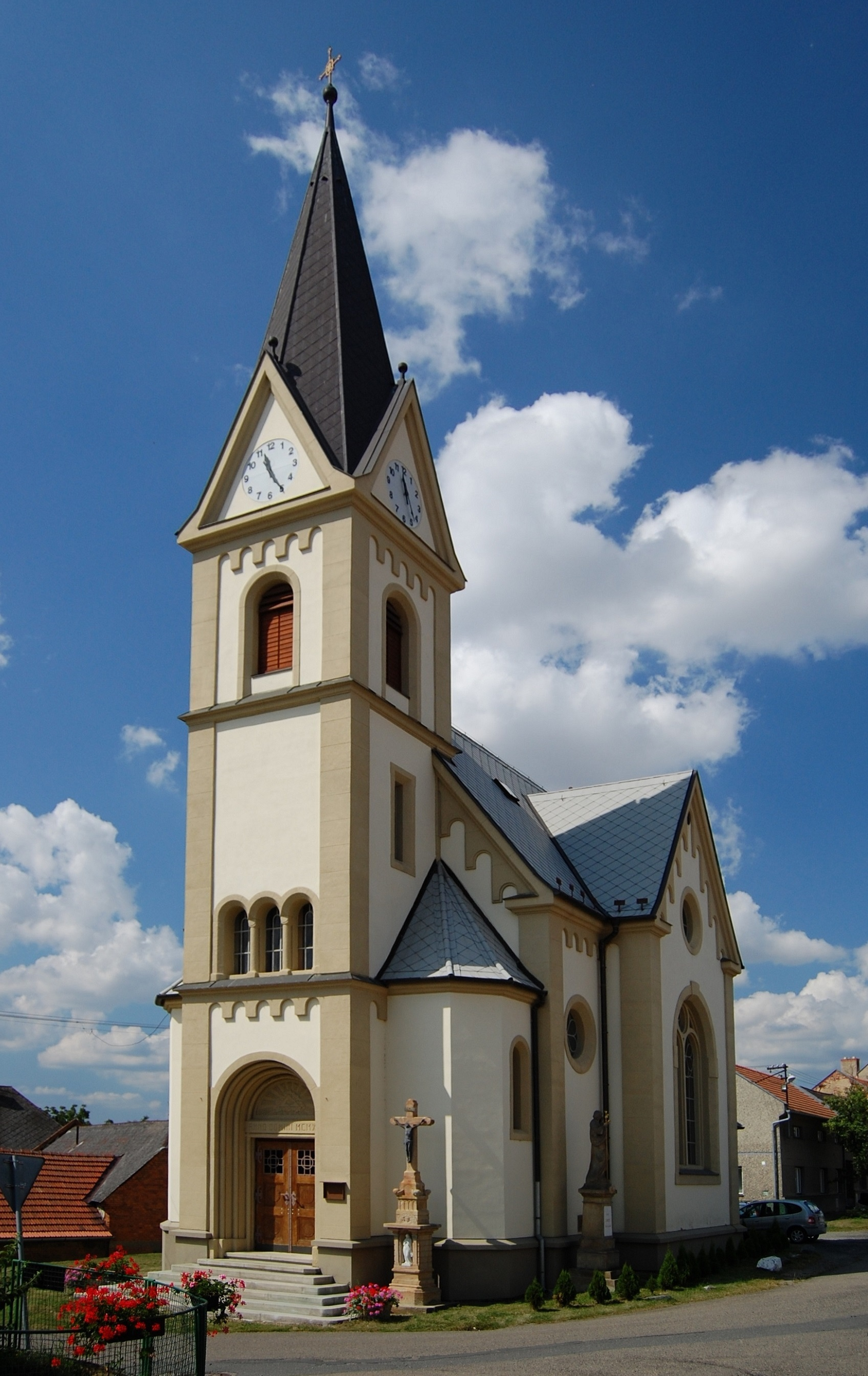
Kirche St. Florian

- Von Juni bis Juli finden die Držovické hody als Gemeindefeierlichkeiten statt, anlässlich derer es jeweils auch einen Jahrmarkt gibt. 2023 fand dieser am 6. Mai 2023 statt.
- Die römisch-katholische Kirche St. Florian ist das höchste Gebäude der Gemeinde und wurde in den 1910er-Jahren im neuromanischen Stil erbaut.
- Die 1708 erbaute barocke Kapelle St. Florian, die auf einem Hügel bei Držovice steht.